# Warcimino
Warcimino (deutsch Varzmin, kaschubisch Wôrcémino) ist ein Dorf in der polnischen Woiwodschaft Pommern und gehört zur Gemeinde Potęgowo (Pottangow) im Powiat Słupski (Kreis Stolp).

## Geographische Lage
Warcimino liegt dreißig Kilometer östlich der Kreisstadt Słupsk an einer Nebenstraße, die Chlewnica (Karlshöhe, an der polnischen Landesstraße 6 und ehemaligen deutschen Reichsstraße 2, heute auch Europastraße 28) mit Kozin (Kosemühl, an der Woiwodschaftsstraße 212, ehemalige Reichsstraße 158) miteinander verbindet. Bahnanschluss besteht über die Station Potęgowo an der Bahnstrecke von Danzig nach Stargard.

## Geschichte
Das ehemalige Gutsdorf Varzmin ist seiner historischen Dorfform nach ein kleines Gassendorf. Im Jahre 1480 war es im Besitz derer von Grumbkow. 1493 besaßen es die von Plumpen und 1576 die Pavelz.
Zu einem unbekannten Zeitpunkt wurde Varzmin in Varzmin A und Varzmin B geteilt, und die Bezeichnung blieb bis 1945 als die beiden Ortschaften der Landgemeinde Varzmin erhalten.
Varzmin A hatte ein großes Vorwerk, zwei Bauern, zwei Kossäten und eine Wassermühle. Bekanntester Eigentümer war der Staats- und Kriegsrat Joachim Ernst von Grumbkow. Später erbte es Sophie von Podewils. Durch Heirat kam es an Ernst Friedrich Otto von Bonin, 1827 erbte es Otto von Bonin. Der letzte Majoratsherr war Ernst von Bonin, der 1931 starb. Im Jahre 1910 waren in Varzmin A 139 Einwohner registriert.
Varzmin B mit einem kleinen Vorwerk, zwei Büdnern und einem Katen auf der Feldmark war 1784 im Besitz derer von Pavelz. Im Laufe des 19. Jahrhunderts kam Varzmin B in bürgerlichen Besitz wie die Eigentümer Schulz (1893), Bluhm (1910), Paul Führer (1914) und schließlich Wilhelm zum Winkel. Im Jahre 1910 zählte Varzmin B 62 Einwohner.
Außer den beiden Gütern gab es nur noch einen landwirtschaftlichen Betrieb in der Gemeinde, in der 1933 insgesamt 182 und 1939 noch 141 Menschen lebten. Sie gehörte bis 1945 zum Landkreis Stolp im Regierungsbezirk Köslin der preußischen Provinz Pommern. Varzmin war in den Amts- und Standesamtsbezirk Mickrow (heute polnisch: Mikorowo) und in den Amtsgerichtsbereich Lauenburg in Pommern (Lębork) eingegliedert.
Gegen Ende des Zweiten Weltkriegs besetzten am 9. März 1945 sowjetische Truppen das Dorf. Später wanderten polnische Zivilisten vor allem aus den nunmehr zur Sowjetunion gehörenden Gebieten Ostpolens zu. Die einheimische Bevölkerung wurde von den polnischen Behörden vertrieben; Varzmin in Warcimino umbenannt. 
Später wurden in der Bundesrepublik Deutschland 68 und in der Deutschen Demokratischen Republik 37 aus Varzmin vertriebene Dorfbewohner ermittelt.
Das Dorf gehört heute zur Gmina Potęgowo im Powiat Słupski in der Woiwodschaft Pommern (1975 bis 1998 Woiwodschaft Słupsk) gehört. Hier leben jetzt 250 Einwohner.

## Kirche
Bis 1945 war der überwiegende Teil der Bevölkerung von Varzmin evangelischer Konfession. Das Dorf gehörte zum Kirchspiel Mickrow (Mikorowo) im Kirchenkreis Stolp-Altstadt in der Kirchenprovinz Pommern der Kirche der Altpreußischen Union. Letzter deutscher Geistlicher war Pfarrer Gustav Oehrn. Die wenigen Katholiken waren in die Pfarrei in Stolp eingegliedert.
Seit 1945 lebt in Warcimino eine fast ausnahmslos katholische Einwohnerschaft. Der Ort gehört nun zur Pfarrei in Skórowo (Schurow) im Dekanat Główczyce (Glowitz) im Bistum Pelplin der Katholischen Kirche in Polen. Hier lebende evangelische Kirchenglieder sind in die Kreuzkirchengemeinde in Słupsk (Stolp) eingegliedert.

## Schule
Die Volksschule in Varzmin war vor 1945 einstufig. Im Jahre 1932 unterrichtete hier ein Lehrer 29 Schulkinder. Letzter deutscher Lehrer war Gerhard Vollbrecht.